# پل مرزی باگراتاشن ساداخلو
پل باگراتاشن – ساداخلو (به ارمنی Բագրատաշեն-Սադախլո կամուրջ / به گرجی ბაგრატაშენ-სადახლოს ხიდი) بر روی رودخانه دبد بین کشورهای ارمنستان و گرجستان به منظور تکمیل پروژه نوسازی کریدور شمالی برای افزایش ظرفیت جابجایی است. این پروژه شاخصهای مختلفی از جمله مسائل اقتصادی، عملیاتی، معماری، محیطی و زیبایی شناختی را در نظر گرفته‌است.
این پل، در تاریخ 19 آگوست 2022 با حضور نخست وزیرهای دو کشور ارمنستان و گرجستان، رسماً افتتاح گردید.

## تاریخچه
ارمنستان و گرجستان دو کشور هم‌مرز با روابطی راهبردی هستند. با توجه به روابط چندین ساله و مطلوب این دو کشور، دولت ارمنستان و گرجستان به جهت افزایش تبادلات تجاری، بهبود رفت و آمد و ترانزیت تصمیم به افزایش مسیرهای مرزی خود گرفتند و طرحی مبنی بر ساخت پل دوستی دو کشور ارمنستان و گرجستان را ارائه دادند که توانست بانک اتحادیه اروپا را به پرداخت وامی جهت تأمین بخشی از منابع مالی این طرح مجاب کند.
باگراتاشن یک شهر مرزی واقع در جمهوری ارمنستان و یک شهر مرزی با گرجستان است که جهت ساخت و احداث پل دوستی بین دو کشور ارمنستان و گرجستان در نظر گرفته شده‌است.
پل باگراتاشن بر روی رود دبد در مرز جمهوری ارمنستان و گرجستان قرار دارد. همچنین این پل مجهز به سیستم روشنایی و زهکشی در فضای باز است.

## اندازه و مشخصات
سازه طراحی شده برای پل، شامل ۲ پل مجزا، هر پل دارای پنج دهانه ۳۲ متری و عرض مؤثر ۱۲٫۴۵ متر می باشد. حداکثر ارتفاع پایه ها از روی فونداسیون تا روی عرشه پل در حدود 19 متر است. یک دهانه از هر پل بروی راه آهن گرجستان، و چهار دهانه دیگر بروی رودخانه دبد قرار گرفته است. همچنین، یک تونل بتنی به ابعاد سازه ای 36*26 متر و ارتفاع متوسط 7 متر جهت حفظ مسیر تردد شرقی-غربی ارمنستان در محدوده این پل بنا گردیده است. طول کل این پل 355 متر، شامل 160 متر عرشه بتنی، یک تونل بتنی بطول 26 متر و مسیر احداث شده توسط دیوارهای بتنی مسلح در رمپهای دسترسی طرفین می باشد.

## نماد دوستی دو کشور
این پل علاوه بر تسهیل ترانزیت و رفت و آمد بین دو کشور ارمنستان و گرجستان، نماد یک همکاری مشترک بین دو کشور نیز هست و به این پل لقب پل دوستی داده‌اند. در مراسم افتتاحیه این پل، نخست وزیران دو کشور در سخنرانی خود تأکید کردند که با توجه به روابط چندین ساله دو کشور احداث این پل می‌تواند برای توسعه و تعمیق روابط بسیار تأثیر گذار باشد.

## ساخت پل و سازندگان
کارفرمای این پروژه دو سازمان وزارت مدیریت اراضی و زیرساخت جمهوری ارمنستان و دپارتمان راه وابسته به وزارت توسعه منطقه ای و زیربنایی گرجستان است و بودجه برآوردی پروژه حدود ۹ میلیون یورو است.
در تاریخ ۲۳ نوامبر سال ۲۰۱۲ توافقنامه ای میان دولت ارمنستان و بانک (EBRD (European Bank for Reconstruction and Development امضا شد و این بانک مبلغ ۱۰٫۳ میلیون یورو جهت پروژه نوسازی کوریدور شمالی، به ارمنستان وام پرداخت کرد. همچنین مبلغ ۶ میلیون یورو به کشور گرجستان وام داد. طبق اعلام بانک وام دهنده، پیش از شروع و انجام پروژه، مطالعات اولیه و بررسی‌های کارشناسی در محل سایت انجام گرفت و با مردم محلی تبادل نظر شد و به کسانی که ممکن بود از اجرای این پروژه دچار خسارت مالی گردند غرامت پرداخت شد.
مناقصه این پروژه در تاریخ ۲۷ ژوئیه ۲۰۱۶ اعلام گردید و مقرر شد تاریخ پایان مناقصه ۲۰ سپتامبر باشد.
سال ۱۳۹۶ قرارداد عملیات اجرایی این پل با حضور یک شرکت ایرانی (تونل سد آریانا) و با حضور سفیر ایران در ساختمان وزارت حمل و نقل و فناوری اطلاعات ارمنستان امضا شد.
عملیات اجرایی این پل اواسط ماه مه ۲۰۲۱ آغاز و اواخر ژوئن ۲۰۲۲ به پایان رسید و اواسط اوت 2022 با حضور نخست وزیران ارمنستان و گرجستان ، رسماً افتتاح گردید و مورد بهره برداری قرار گرفت.